# واندا جابلونسكي
واندا جابلونسكي (بالإنجليزية: Wanda Jablonski)‏ (ولدت في 23 أغسطس 1920 في تشيكوسلوفاكيا، وتوفيت 28 يناير 1992 في نيويورك) كانت صحفية أمريكية تغطي صناعة البترول العالمية، وقد وُصفت بأنها "أكثر صحفية نفطية تأثيرًا في عصرها" في كتاب دانيال يرغن الجائزة: ملحمة البحث عن النفط والمال والسلطة.

## النشأة والتعليم
واندا جابلونسكي هي ابنة المهندس الجيولوجي البترولي البولندي يوجين جابلونسكي، ولذا كانت مهتمة بصناعة النفط طوال طفولتها. درست في مدرسة سانت جورج في هاربندن في إنجلترا حتى يوليو 1937، حيث حصلت على شهادة المدرسة وحصلت على جائزة الفصل في يوليو 1938 قبل مغادرتها للدراسة في أمريكا.
شافرت واندا مع والديها كثيراً، وعلى الرغم من أنها أصبحت مواطنة أمريكية، فإنها طورت تعاطفًا كبيرًا مع الثقافات الأخرى، وهذا الأمر مكّنها كبالغة من إقامة اتصالات عميقة في صناعة النفط العالمية، مع الشركات النفطية المتعددة الجنسيات وقادة الدول المنتجة للنفط.
حصلت جابلونسكي على درجة البكالوريوس في الفنون من جامعة كورنيل في عام 1942، ودرجة الماجستير في كلية الصحافة بجامعة كولومبيا في العام التالي، 1943.

## الحياة المهنية
بدأت جابلونسكي تعمل محررة لأخبار النفط في صحيفة "صحيفة جورنال أوف كومرس"، حيث وضعت بصمتها من خلال إجراء مقابلة في عام 1948 في كراكاس مع خوان بابلو بيريز الفونسو، وقتها كان وزير النفط الفنزويلي، والتي اجمعت بذكاء على وجهة نظر الدول النامية، والتي كانت في تلك الأيام نادرًا ما تسمع في نصف الكرة الغربي. انتقلت إلى مجلة بتروليوم ويك في عام 1954 وعززت سمعتها، وتحدثت مباشرة مع وزراء النفط ورؤساء الشركات، وكانت امرأة نادرة في عالم الرجل، عُرفت في جميع أنحاء صناعة النفط باسم "واندا".
يُنسب لها الفضل في ترتيب اجتماع القاهرة عام 1959 حيث وقع عبد الله الطريقي وخوان بابلو بيريز ألفونسو ووزراء نفط الشرق الأوسط الآخرون "اتفاق السادة"، وهي مقدمة لمنظمة الدول المصدرة للنفط (أوبك)، المنظمة الدولية التي مهمتها تنسيق سياسات الدول المنتجة للنفط.
في عام 1960، أبلغت جابلونسكي مسؤولي شركات النفط بأن هناك عداءًا واضحًا تجاه الغرب وصرخة متزايدة ضد الإقطاعية الغيابية [الإنجليزية] في الشرق الأوسط. "فمن مكاتب في لندن ونيويورك وبيتسبرغ، كان كبار المديرين التنفيذيين لشركات النفط يسيطرون على مصائر دول الشرق الأوسط المنتجة للنفط." :503على الرغم من تحذيرها، في أغسطس 1960، خفضت شركات النفط الكبرى بشكل منفرد الأسعار التي استخدمت لحساب كمية الإيرادات التي تتلقاها دول الإنتاج. ونتيجةً مباشرةً، التقى ممثلون عن دول إنتاج النفط في سبتمبر 1960 وشكلوا منظمة "أوبك".
ثم أسست مجلة بتروليوم إنتليجنس ويكلي في عام 1961، المجلة التي أصبحت تعرف باسم "الكتاب المقدس لصناعة النفط"، وأدارتها حتى عام 1988. وتُوفيت جابلونسكي عام 1992 بسبب الفشل القلبي عن عمر يناهز 71 عامًا.